# Бинерни систем
Бинерни систем у термодинамичком смислу је термодинамички систем који се састоји од две компоненте. Систем кији садржи више од две компоненте је мултикомпонентни систем.